# Leiftur Ólafsfjörður
Le KS/Leiftur est un club islandais de football basé à Ólafsfjörður. Le club évolue actuellement en 1. Deild Karla. Le club a été fondé en 1931. 

Il s'est formé à la suite de la fusion en 2006 de deux clubs de la région d'Ólafsfjörður, le Leiftur (Íþróttafélagið Leiftur) et le KS (Knattspyrnufélag Siglufjarðar).

## Historique
Après avoir passé plusieurs années en Úrvalsdeild de 1994 à 2000, le club de Leiftur a été relégué en 1. Deild Karla pour la saison 2001 à l'issue de laquelle une fusion fut engagée à la suite d'une saison mitigée avec le club de Dalvík pour devenir le Leiftur/Dalvík. Toutefois, cette fusion n'apporta pas le succès escompté avec une relégation en troisième division en 2003 puis en quatrième division en 2005. À l'issue de cette saison 2005, Leiftur décida de mettre fin à la fusion entre les deux clubs pour s'unir cette fois au KS et ainsi réintégré le 2. Deild Karla pour la saison 2006.
- 1931 : fondation du club sous le nom de Íþróttafélagið Leiftur
- 1999 : 1re participation à une Coupe d'Europe (C3, saison 1999/2000)
- 2001 : le club fusionne avec le club de Dalvík
- 2006 : rupture de la fusion avec Dalvík pour fusionner avec le club de KS

## Bilan sportif

### Palmarès
- Championnat d'Islande D3
  - Champion : 1986, 1991, 2004

- Championnat d'Islande D4
  - Champion : 1983, 1997

- Coupe d'Islande
  - Finaliste : 1998

### Bilan européen
Note : dans les résultats ci-dessous, le score du club est toujours donné en premier
| Saison    | Compétition     | Tour              | Club              | Domicile | Extérieur | Total     |
| --------- | --------------- | ----------------- | ----------------- | -------- | --------- | --------- |
| 1997      | Coupe Intertoto | Groupe 6          | Hambourg SV       | 1 - 2    | N/A       | Quatrième |
| 1997      | Coupe Intertoto | Groupe 6          | Odense BK         | N/A      | 4 - 3     | Quatrième |
| 1997      | Coupe Intertoto | Groupe 6          | FBK Kaunas        | 2 - 3    | N/A       | Quatrième |
| 1997      | Coupe Intertoto | Groupe 6          | Samsunspor        | N/A      | 0 - 3     | Quatrième |
| 1998      | Coupe Intertoto | Premier tour      | Vorskla Poltava   | 0 - 3    | 0 - 3     | 0 - 6     |
| 1999-2000 | Coupe UEFA      | Tour préliminaire | RSC Anderlecht    | 0 - 3    | 1 - 6     | 1 - 9     |
| 2000      | Coupe Intertoto | Premier tour      | FC Lucerne        | 2 - 2    | 4 - 4     | 6E - 6    |
| 2000      | Coupe Intertoto | Deuxième tour     | CS Sedan-Ardennes | 2 - 3    | 0 - 3     | 2 - 6     |

Légende
- Victoire ou qualification pour le tour suivant
- Match nul
- Défaite ou élimination de la compétition